# Búðardalur
Búðardalur is een plaatsje in het noordwesten van IJsland. Het ligt aan de fjord Hvammsfjörður ("valleifjord") en aan het noordoostelijke uiteinde van het schiereiland Snæfellsnes.
Búðardalur ligt in de gemeente Dalabyggð en heeft ongeveer 260 inwoners. De voornaamste bron van inkomsten is dat het als servicecentrum voor de omgeving fungeert.
Het plaatsje heeft reeds een lange geschiedenis, die teruggaat tot de kolonisatie van IJsland. De naam Búðardalur heeft altijd al  een relatie met zijn functie als commercieel centrum gehad en het betekent ook zoiets als dal van de winkels. In 1899 kreeg Búðardalur officieel het commerciële recht en een oud huis uit die periode bestaat nog steeds.

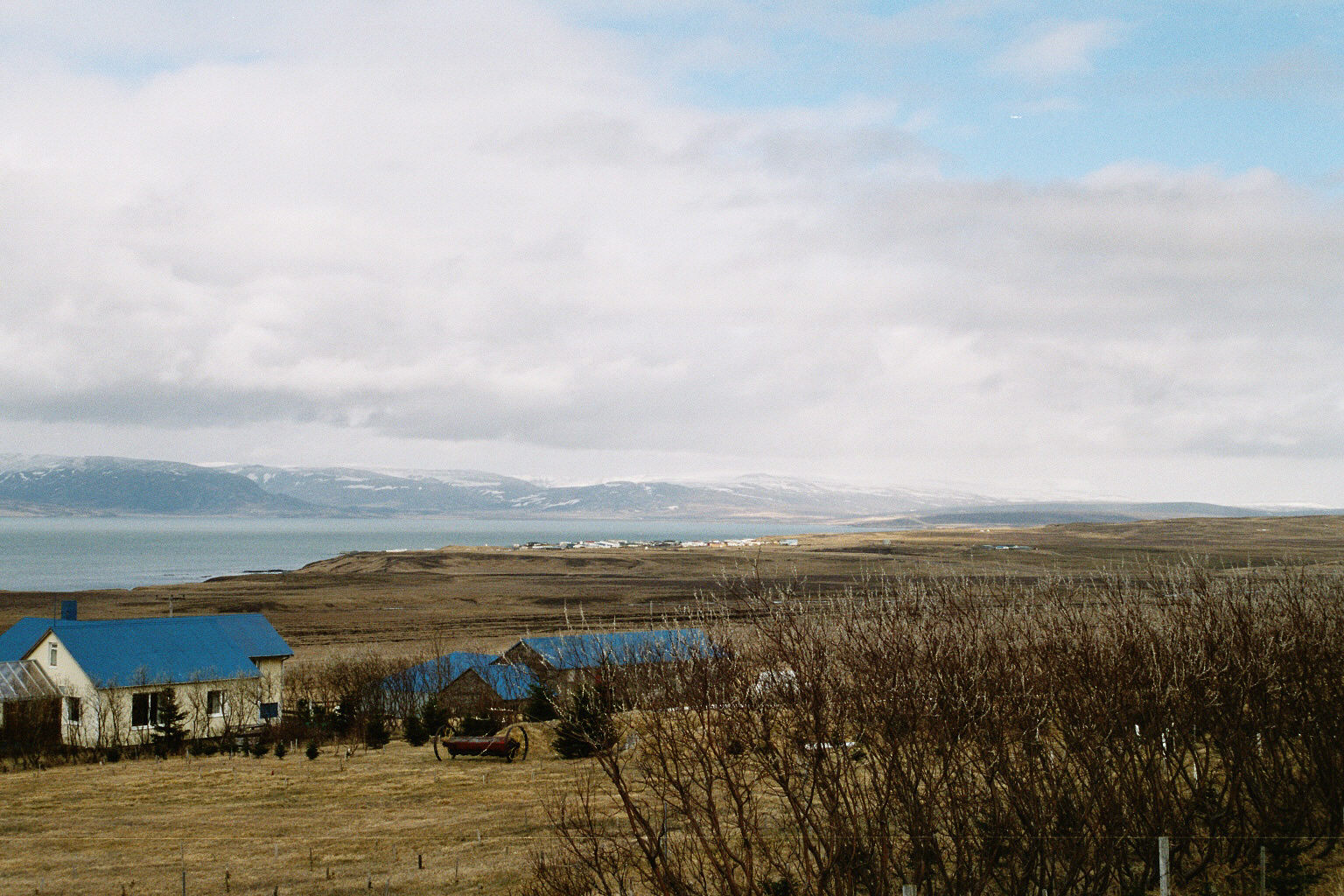
Búðardalur

Niet al te ver van Búðardalur ligt een aantal nederzettingen van personen uit de sagatijd, zoals die van Erik de Rode (Eiríksstaðir), die Groenland ontdekt heeft, of Höskuldstaðir van Höskuldur Dala-Kollsson, een van de hoofdpersonen uit de Laxdæla saga.